# فریده بکر
فریده بَکْر (زادهٔ ۲۶ ژوئن ۱۹۹۲) مدافع فوتبال و از ترک‌های آلمان است که تا سال ۲۰۱۳ در بوندس‌لیگا (زنان) برای تیم بایر ۰۴ لورکوزن بازی می‌کرد. او عضو تیم ملی فوتبال زنان ترکیه بود.
بکر در ۲۶ ژوئن ۱۹۹۲ در بن، آلمان زاده شد. او در ژوئیهٔ ۲۰۱۴، تحصیلات خود را در رشتهٔ تربیت‌بدنی در «مدرسهٔ نخبگان ورزشی لورکوزن» (یک مدرسهٔ شبانه‌روزی حرفه‌ای متشکل از کلاس‌های ورزشی دبیرستان Landrat-Lucas در لورکوزن) به پایان رساند.

## دوران بازی

### باشگاهی
در مه ۲۰۰۶، او به‌عنوان بازیکن SV Siegburg 04 در مسابقات انتخابی دختران زیر ۱۵ سال که از سوی اتحادیه فوتبال و دو و میدانی غرب آلمان (آلمانی: Westdeutsche Fußball- und Leichtathletikverband; WFLV) در هنف (زیگ) برگزار شد، شرکت کرد و برای تیم منتخب راین میانه بازی کرد.
فریده بکر فوتبال را در تیم Blau-Weiß Friesdorf آغاز کرد. او در سال ۲۰۰۸ به SC 07 Bad Neuenahr پیوست. و در ۲۹ مارس ۲۰۰۹، نخستین بازی خود را در بوندس‌لیگا  برابر هامبورگر اس‌وی انجام داد. در فصل ۲۰۱۰–۲۰۰۹ به‌طور منظم بازی می‌کرد.
در فصل ۱۱–۲۰۱۰، او به باشگاه رقیب در بوندس‌لیگا، باشگاه فوتبال زنان بایر ۰۴ لورکوزن منتقل شد. 
در ۳۱ اکتبر ۲۰۱۰، بکر نخستین گل خود را در بوندس‌لیگا در برابر باشگاه سابقش به ثمر رساند و تیمش را با نتیجهٔ ۰–۱ پیش انداخت.
پس از سال‌ها بازی در پُست هافبک، در فصل ۱۳–۲۰۱۲ به مدافع تبدیل شد. در پایان همان فصل، او باشگاه بایر لورکوزن را ترک کرد.
```
[
۱۲
]
[
۱۳
]
 او در سه فصل، در مجموع ۴۰ بازی رسمی انجام داد و سه گل به ثمر رساند که شامل بازی‌های جام نیز می‌شود.
[
۷
]
[
۱۴
]
```

### ملی
فریده بکر به تیم ملی فوتبال زنان زیر ۱۹ سال ترکیه برای حضور در مرحله دوم مقدماتی گروه ۱ رقابت‌های قهرمانی زیر ۱۹ سال اروپا ۲۰۱۰ برابر سوئد در ۲۷ مارس ۲۰۱۰ دعوت شد. او همچنین در مرحله نخست مقدماتی گروه ۹ رقابت‌های قهرمانی زیر ۱۹ سال اروپا ۲۰۱۱ شرکت کرد. وی در مجموع ۶ بار برای تیم زیر ۱۹ سال ترکیه بازی کرد.
پیش از بازی در تیم زیر ۱۹ سال، او به تیم ملی فوتبال زنان ترکیه دعوت شده بود. اولین بازی‌اش را در دیدار برابر تیم ملی فوتبال زنان اسپانیا در چارچوب مقدماتی جام جهانی فوتبال زنان ۲۰۱۱ - گروه ۵ یوفا در ۲۱ نوامبر ۲۰۰۹ انجام داد. او در مسابقات مقدماتی جام جهانی ۲۰۱۱ و نیز در دیدارهای مقدماتی یورو ۲۰۱۳ زنان – گروه ۲ برای ترکیه شرکت کرد. او بین سال‌های ۲۰۰۹ تا ۲۰۱۱، سیزده بار پیراهن تیم ملی را به تن کرد.